# 三宅成幸
三宅 成幸（みやけ なりゆき、1947年8月30日 - ）は、兵庫県出身の元プロ野球選手（内野手）。

## 来歴・人物
氷上農業高校では1年から三塁手で4番を打ち、3年春には無名の同校を県大会ベスト4まで進出させた。
高校卒業後は、社会人野球の小西酒造に入団。1969年春にグローバルリーグに入る予定だったが、入団前にリーグが消滅し、同年秋に近鉄バファローズの練習に参加。
1970年、ドラフト外で近鉄バファローズに入団。2年目の1971年のオープン戦で左手首をスパイクされて大けがし、翌年は用具係を兼任。一軍出場はなく、1973年に現役引退。
その後も球団合併する2004年まで、33年間にわたって近鉄の用具係を務め、チームを支えた。
2005年からは新規参入した東北楽天ゴールデンイーグルスに移り、2009年限りで退団した。
2016年の学生野球資格回復研修を受講した上で、翌2017年2月7日に日本学生野球協会より学生野球資格回復の適性認定を受けたことにより、学生野球選手への指導が可能となった。

## 詳細情報

### 年度別打撃成績
- 一軍公式戦出場なし

### 背番号
- 46 （1970年 - 1971年）